# Rudolf von Reding (Ständerat)
Rudolf von Reding-Biberegg (* 17. Februar 1859 in Schwyz; heimatberechtigt ebenda; † 20. Januar 1926 ebenda) war ein Schweizer Ständerat, Landammann und Oberstbrigadier.

## Leben und Wirken
Rudolf von Reding war der Sohn des Kantonsrats und Obersten Alois von Reding und der Eufemia, geborene von Sonnenberg. Der Landammann Alois Reding war sein Grossvater. Nach dem Besuch des Gymnasiums in Schwyz studierte Rechtswissenschaften an der Universitäten Löwen, wo er promoviert wurde, und Strassburg. Im Jahr 1882 heiratete er Berthe von Bonstetten. Beider Sohn Rudolf von Reding-Biberegg war unter anderem Generalsekretär der SRG.
Von Reding war von 1887 bis 1891 Bezirksrichter und anschliessend bis 1917 Kantonsrichter. In der Politik diente er von 1889 bis 1916 als Kantonsrat und war zudem 1898 Verfassungsrat, von 1897 bis 1912 Regierungsrat mit Verantwortung für das Militär- und Polizeidepartement sowie von 1898 bis 1900 Landammann. Von 1905 bis 1911 war von Reding katholisch-konservativer Ständerat. Er lehnte eine Berufung als Gesandter nach Wien ab. In seiner Militärlaufbahn wurde von Reding 1891 zum Major und 1895 zum Oberstleutnant im Generalstab befördert. Von 1898 bis 1899 kommandierte er das Infanterieregiment 29, anschliessend war er Stabschef der 8. Division und zuletzt von 1901 bis 1909 Oberstbrigadier und Kommandant der Brigade 8 A.
Von Reding war von 1892 bis 1899 Präsident des Schweizer Piusvereins sowie Mitglied der Union de Fribourg, einer Vereinigung katholischer-sozialer Politiker. Er setzte sich für die Errichtung eines Nationaldenkmal in Schwyz ein und verfasste juristische und historische Schriften.

## Schriften
- Ueber die Frage der Cultussteuern und Vorschläge für ein diesbezügliches Bundesgesetz, gestützt auf Art. 49, alinea 6 der schweizerischen Bundesverfassung. Vom schweizerischen Juristenverein gekrönte Preisschrift. Basel 1885.
- Der Zug Suworoff’s durch die Schweiz 24. Herbst- bis 10. Weinmonat 1799. Mit zahlreichen Beilagen und Illustrationen nebst zehn Kriegskarten in besonderer Mappe. Zürich 1896.

## Belege
1. 1 2 3  Franz Auf der Maur, Josef Wiget: Rudolf von Reding. In: Historisches Lexikon der Schweiz.  11. November 2024, abgerufen am 19. April 2025.
2. ↑  Adrian Scherrer: Rudolf von Reding. In: Historisches Lexikon der Schweiz.  5. August 2010, abgerufen am 23. März 2025.

| Personendaten    | Personendaten                                       |
| ---------------- | --------------------------------------------------- |
| NAME             | Reding, Rudolf von                                  |
| ALTERNATIVNAMEN  | Reding-Biberegg, Rudolf von                         |
| KURZBESCHREIBUNG | Schweizer Ständerat, Landammann und Oberstbrigadier |
| GEBURTSDATUM     | 17. Februar 1859                                    |
| GEBURTSORT       | Schwyz, Schweiz                                     |
| STERBEDATUM      | 20. Januar 1926                                     |
| STERBEORT        | Schwyz, Schweiz                                     |